# A Kind of Hush
A Kind of Hush — седьмой студийный альбом американского дуэта The Carpenters, выпущенный в 1976 году на лейбле A&M Records. В альбоме были записаны такие песни как — «There’s a Kind of Hush», «I Need to Be in Love», «Goofus», «Breaking Up Is Hard to Do».

## История
Три сингла стали хитами. «There’s a Kind of Hush (All Over the World)» это кавер-версия старого хита 1960-х годов группы Herman’s Hermits и как и другие вошёл в британский UK Top 30 и в американский US Top 20, а также возглавил чарт Easy Listening. Сингл «I Need to Be in Love» поднялся до 25-го места в США и до 36-го места в Великобритании. Сингл «Goofus» имел меньший успех, достигнув лишь 56-го места в общем чарте Billboard, хотя и вошёл в лучшую десятку в Easy Listening.
Джон Беттис назвал лирическую часть «I Need to Be in Love» своей самой любимой из всего, что он сочинил для Карен Карпентер. «Если и было что-то, что шло прямо из моего сердца к Карен, то это, пожалуй, был этот трек. Я очень им гордился». Ричард Карпентер перефразировал это так, сказав, что эта песня «стала любимой песней The Carpenters у Карен». Альбом стал первым, в котором Карен не играла на ударных, а её во время записи в Лос-Анджелесе заменил сессионный ударник Джим Гордон.
Несмотря на то, что альбом получил золотой сертификат, он имел относительный коммерческий успех в США, где оказался за пределами первой тридцатки. Как и его предшественник Horizon, пластинка имела бо́льший успех в Великобритании, где достиг третьего места в UK Albums Chart. По продолжительности пребывания в чартах у A Kind of Hush примерно одинаковые показатели в обеих странах.

## Список композиций
| №  | Название                  | Автор(ы)                                       | Длительность |
| -- | ------------------------- | ---------------------------------------------- | ------------ |
| 1. | «There’s a Kind of Hush»  | Лу Рид Джефф Стивенс [англ.]                   | 2:57         |
| 2. | «You»                     | Рэнди Эдельман                                 | 3:45         |
| 3. | «Sandy»                   | Ричард Карпентер Джон Беттис [англ.]           | 3:38         |
| 4. | «Goofus»                  | Уильям Гарольд Гас Кан Уэйн Кинг [англ.]       | 3:32         |
| 5. | «Can’t Smile Without You» | Крис Арнольд Дэвид Мартин Джефф Морроу [англ.] | 3:26         |

| №                   | Название                    | Автор(ы)                                     | Длительность |
| ------------------- | --------------------------- | -------------------------------------------- | ------------ |
| 1.                  | «I Need to Be in Love»      | Ричард Карпентер Джон Беттис Альберт Хаммонд | 3:47         |
| 2.                  | «One More Time»             | Льюис Андерсон                               | 3:30         |
| 3.                  | «Boat to Sail»              | Джеки ДеШеннон                               | 3:29         |
| 4.                  | «I Have You»                | Ричард Карпентер Джон Беттис                 | 3:25         |
| 5.                  | «Breaking Up Is Hard to Do» | Нил Седака Ховард Гринфилд [англ.]           | 2:34         |
| Общая длительность: | Общая длительность:         | Общая длительность:                          | 34:03        |

## Участники записи
Приведены по сведениям базы данных Discogs, нумерация треков указана по изданию в формате компакт-диска.
The Carpenters:
- Карен Карпентер — вокал, вибрафон (в песнях 6, 8)
- Ричард Карпентер — ведущий вокал, бэк-вокал, клавишные (в песнях 1, 2, 4, 5, 7—10), вибрафон (в песне 8), аранжировки и оркестровка

| Приглашённые музыканты: - Джо Осборн — бас-гитара - Джим Гордон — ударные (в песнях 1, 2, 5—10) - Кабби О’Брайен — ударные (в песнях 3, 4) - Тони Пелузо — гитара (в песнях 1—4, 6, 8—10) - Эрл Дамлер — гобой (в песнях 2, 7, 9), английский рожок (в песне 6) - Джим Хорн — баритон-саксофон (в песне 10) - Боб Мессенджер — тенор-саксофон (в песнях 1, 4, 10), флейта (в песне 3) - Гейл Левант — арфа (в песнях 1—3, 5, 6, 9, 10) - Дороти Ремсен — арфа (в песне 3) - Том Скотт — кларнет, флейта (в песне 3) - Дэвид Шостак — флейта (в песне 6) - Дуг Строун — художественный свист, свисток (в песне 5) | Технический персонал: - Ричард Карпентер — музыкальный продюсер - Карен Карпентер — ассоциированный продюсер - Рэй Герхардт — звукорежиссёр - Дэйв Айвленд — ассистент звукорежиссёра - Фрэнк ДеЛуна — мастеринг-инженер - Роланд Янг — арт-директор - J. Scarkino & Co. — концепция оформления альбома и разработка дизайна - Эд Караефф — фотограф |

## Позиции в хит-парадах и уровни продаж
Еженедельные чарты:
| Год  | Хит-парад                        | Высшая позиция | Пребывание в чарте |
| ---- | -------------------------------- | -------------- | ------------------ |
| 1976 | Австралия (Kent Music Report)    | 57             | нет данных         |
| 1976 | Великобритания (UK Albums Chart) | 3              | 15 недель          |
| 1976 | Канада (RPM Albums Chart)        | 22             | 13 недель          |
| 1976 | Новая Зеландия (NZ Albums Chart) | 15             | 11 недель          |
| 1976 | Норвегия (VG-lista)              | 17             | 1 неделя           |
| 1976 | США (Billboard Top LPs & Tape)   | 33             | 16 недель          |
| 1976 | Япония (Oricon LP Chart)         | 5              | 20 недель          |

Годовые чарты:
| Хит-парад (1976)         | Позиция |
| ------------------------ | ------- |
| Япония (Oricon LP Chart) | 39      |

Сертификации:

| Регион | Сертификация | Продажи  |
| --- | ------------ | -------- |
| Великобритания (BPI) | Золотой      | 100 000^ |
| Гонконг (IFPI Hong Kong)                                                                                                 | Золотой      | 10 000*  |
| США (RIAA) | Золотой      | 500 000^ |
| Япония (RIAJ) | —            | 81 000   |
| * Данные о продажах приведены только на основе сертификации. ^ Данные о тиражах приведены только на основе сертификации. |              |          |